# Lyssa celebensis
Lyssa celebensis är en fjärilsart som beskrevs av Regteren Altena 1953. Lyssa celebensis ingår i släktet Lyssa och familjen Uraniidae. Inga underarter finns listade i Catalogue of Life.